# Closworth
Closworth is een civil parish in het bestuurlijke gebied South Somerset, in het Engelse graafschap Somerset met 220 inwoners.